# 투글루크 티무르

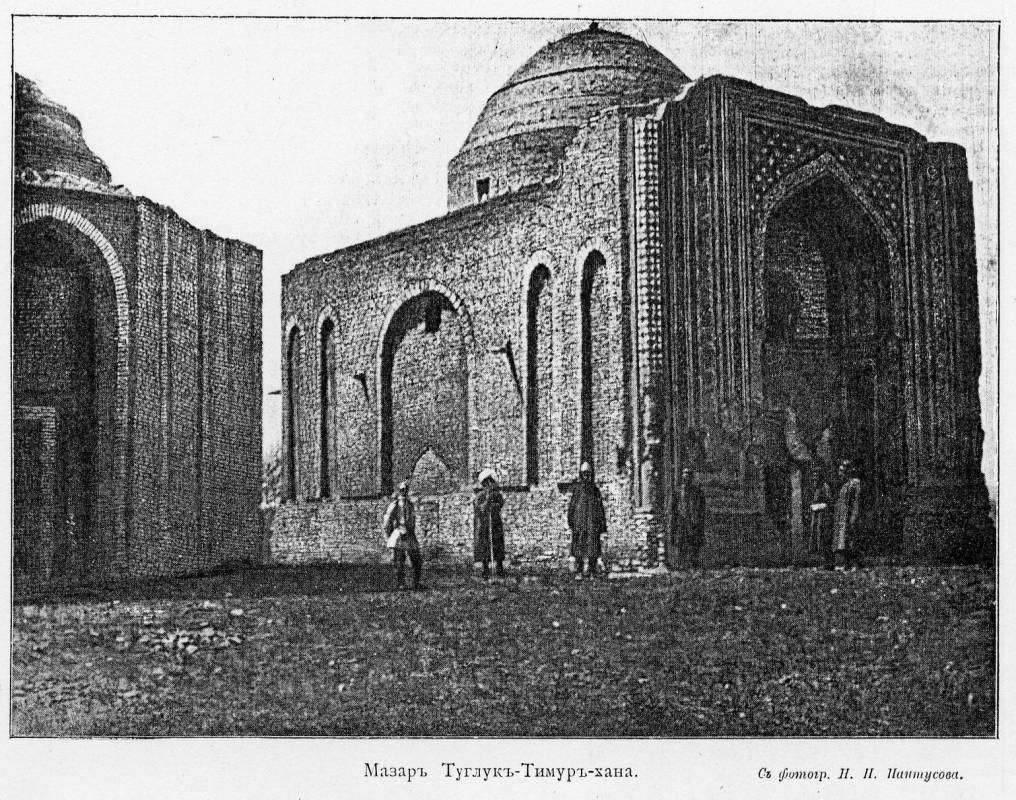

투글루크 티무르(Tughlugh Timur, 1329년 ~ 1363년)는 동차가타이 칸국 모굴리스탄 칸국의 초대 칸이다. 몽골 제국 칭기즈 칸의 차남 차가타이 칸의 6대손이었다. 1348년 차가타이 한국의 동부 지역인 현 신장지역에소 자립, 동차가타이 한국을 세우고 칸이 되었다. 1360년 티무르가 장악한 서부 차가타이 한국을 일시적으로 장악, 차가타이 한국을 재통일했으나 3년만에 사망, 차가타이 한국은 다시 분열되고 말았다.

## 생애
차가타이 칸의 4대손이자 차가타이 한국의 11대 군주 두아의 아들 아미르 호자(埃米尔火者)의 아들이었다.
1346년 차가타이 한국의 서부에서 괴뢰 칸으로 다니시멘지를 추대했다. 그러자 1348년, 현재의 신장 지역인 차가타이 칸국 동부 지역의 유력 가문인 도그라트(Duglaht)부에서 투글루크 티무르(Tughlugh Timur)를 옹립하면서 차가타이 칸국은 동서로 분열되고 말았다.
동차가타이 칸국(=모굴리스탄 칸국)의 첫 번째 칸이 된 투글루크 티무르가 잠시 차가타이 칸국을 통합하고 여러 부족의 아미르들을 격파하기도 했다.
1360년 동차가타이 칸국의 투그르 티무르가 침공하자 티무르는 그에게 복종하여 발라스부의 옛 영지를 하사 받았다. 그러나 곧 동 차가타이 칸국을 배신하고, 카라우나스부의 아미르 후사인과 결탁하여 세력을 확대해 본거지로써 사마르칸트를 손에 넣었다.
투글루크 티무르의 일시적 통합은 그가 죽은 1363년에 붕괴되고 말았다. 차가타이 칸국을 통합한 투글루크 티무르 사후, 그의 아들 일리아스 호자(Illyas Khoja)는 트란속시아나에 대한 지배권을 다시 확보하려 했으나 실패했다.
투글루크 티무르에 이어 차가타이 칸국을 장악한 것은 발라스부의 아미르, 티무르였다. 투글루크 티무르에 의해 아미르가 된 티무르는 다른 여러 부족들을 제압한 뒤 1370년에 서차가타이 칸국을 장악하고 서차가타이 칸국에서 티무르 제국을 세웠다. 모굴리스탄 칸국은 티무르 왕조의 지배권 아래로 들어가게 됐다.
| 이전 없음      | 모굴리스탄 칸 1347−1363      | 이후 일리아스 호자 |
| 이전 샤 테무르 | 트란스옥시아나 칸 1360−1363  | 이후 일리아스 호자 |
| 이전 샤 테무르 | 차가타이 칸국의 칸 1360−1363 | 이후 아디리 술탄   |